# Galeria Artystów
Galeria Artystów (także jako Galeria Artystyczna) − galeria, zlokalizowana na placu Grunwaldzkim w Katowicach, w dzielnicy Koszutka. Galeria to popiersia znanych i zasłużonych dla Katowic twórców i artystów, której celem jest ich upamiętnienie.

## Historia
W 2003 plac Grunwaldzki został wyremontowany. Autorami nowej koncepcji zagospodarowania terenu z 2002 byli Alina i Andrzej Grzybowscy. Na placu od 2004 na cokołach są corocznie umieszczane rzeźby − popiersia twórców związanych z Katowicami. Płaskorzeźby są odlane z brązu, ustawione na cokołach o wysokości dwóch metrów. W 2004 umieszczono w galerii dwie pierwsze rzeźby − aktora Zbigniewa Cybulskiego oraz dyrygenta Karola Stryji, w 2005 − grafika Pawła Stellera, a w 2006 − publicysty Stanisława Ligonia oraz pisarza Wilhelma Szewczyka. W 2007 umieszczono tu popiersie z mosiądzu malarza Jerzego Dudy Gracza, które zostało skradzione w 2009. W tym samym roku skradzino również popiersie P. Stellera. Od 2004 są organizowane plebiscyty, przeprowadzane wśród mieszkańców miasta, na osobę, która ma zostać upamiętniona w galerii. W 2008 zwyciężyła kandydatura Aleksandry Śląskiej, w 2009 − Stanisława Hadyny, w 2010 − Bogumiła Kobieli.
Autorem rzeźby Stanisława Hadyny jest Bogumił Burzyński. Popiersie odsłonięto 10 września 2009 − dokonali go córka artysty Aisza Hadyna i Piotr Uszok (prezydent Katowic). 10 września 2010 odsłonięcia popiersia B. Kobieli wraz z prezydentem miasta dokonał brat aktora − Marek Kobiela. W 2011 plebiscyt wygrała kandydatura Alfreda Szklarskiego, a jego podobiznę odsłonięto 9 września. 7 września 2012 w galerii odsłonięto popiersie Adolfa Dygacza. 13 września 2013 odsłonięto tu popiersie Henryka Mikołaja Góreckiego. W roku 2014 w galerii odsłonięto popiersia Wojciecha Kilara i Andrzeja Urbanowicza, w 2015 – Jana „Kyksa” Skrzeka, a w 2016 – Teofila Ociepki. W 2017 odsłonięto popiersie artysty i reżysera Antoniego Halora, w 2018 – Tadeusza Kijonki, a w 2019 – Bernarda Krawczyka. W 2020 plebiscytu nie rozstrzygnięto, ze względu na trwającą pandemię koronawirusa. W 2021 wykonano i odsłonięto popiersia Józefa Świdra (autorstwa Tomasza Wenklara) i Kazimierza Kutza (autorstwa Jacka Kicińskiego). W 2022 odsłonięto popiersie Krystyny Bochenek (autorstwa Katarzyny Fober), a w 2023 – Franciszka Pieczki.

## Rzeźby

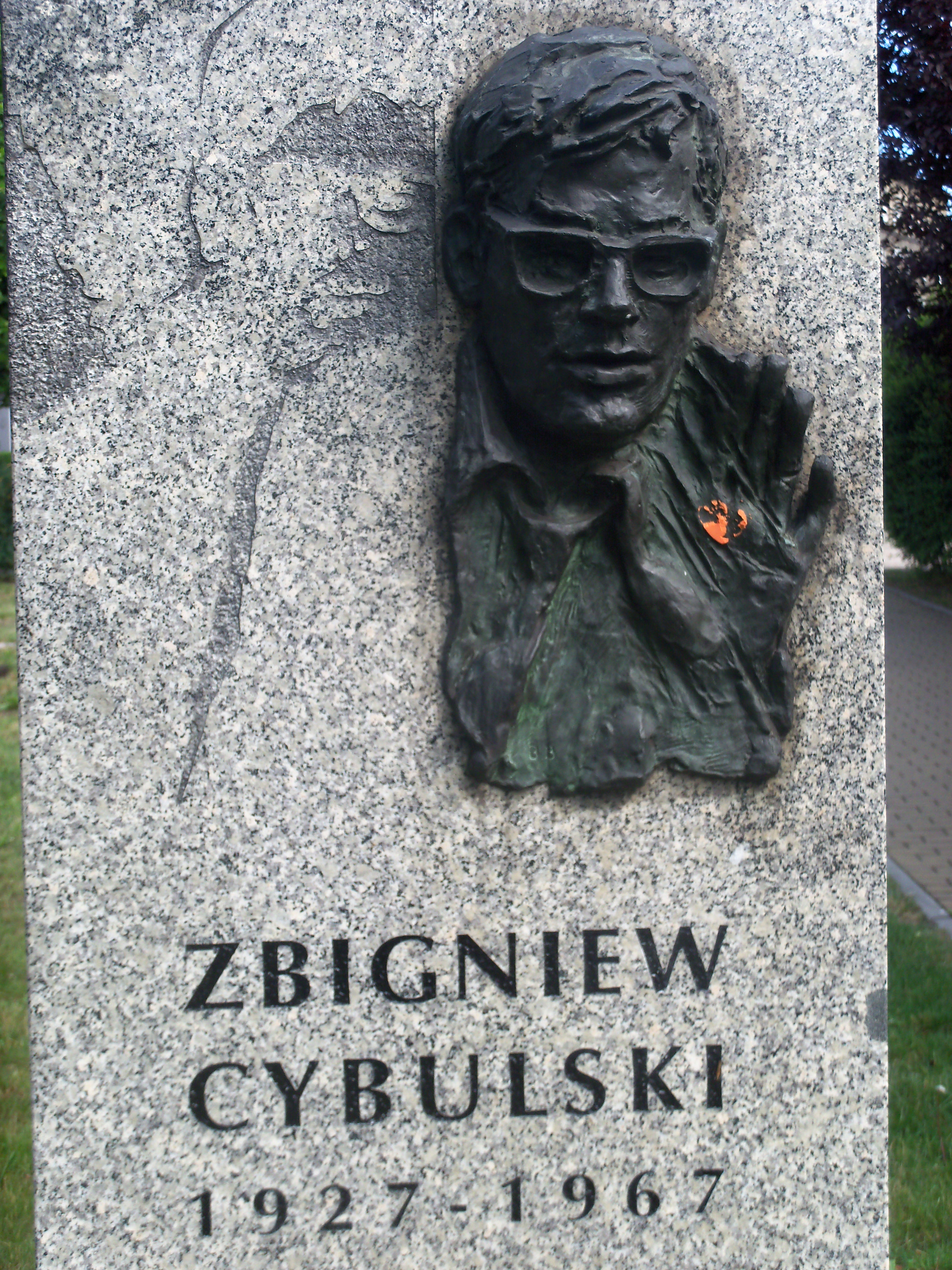
rzeźba przedstawiająca Zbigniewa Cybulskiego
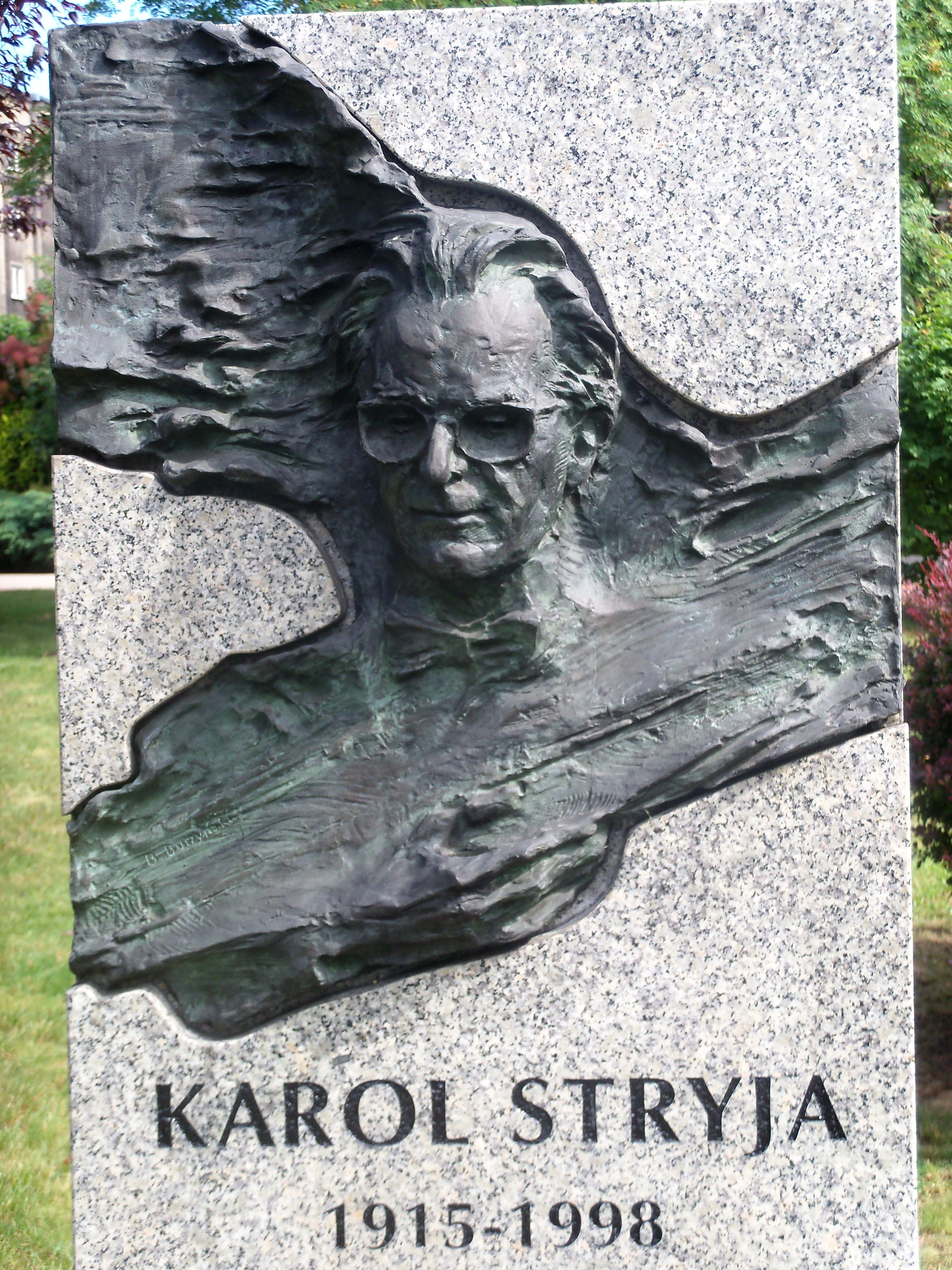
rzeźba przedstawiająca Karola Stryję
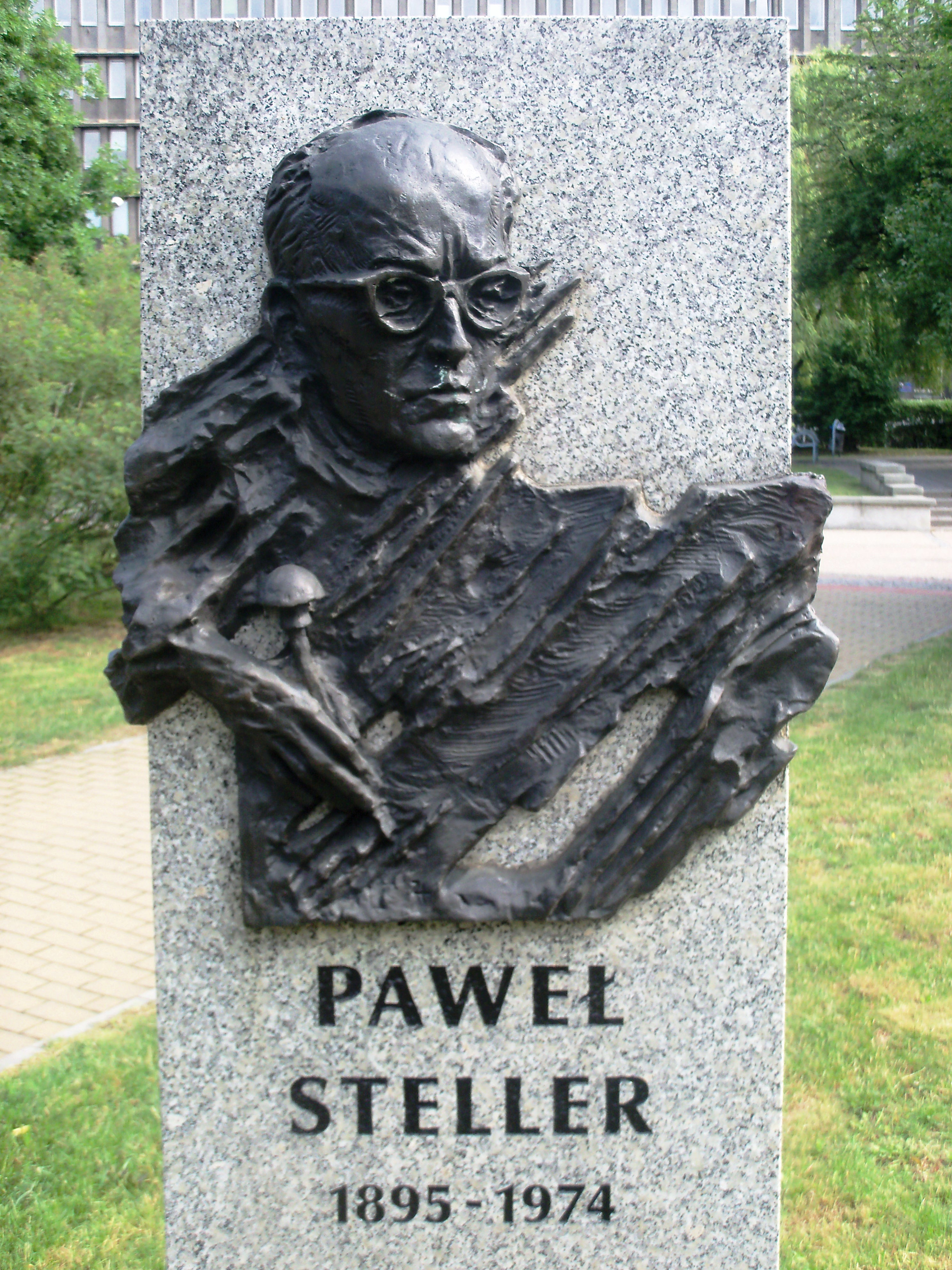
rzeźba przedstawiająca Pawła Stellera
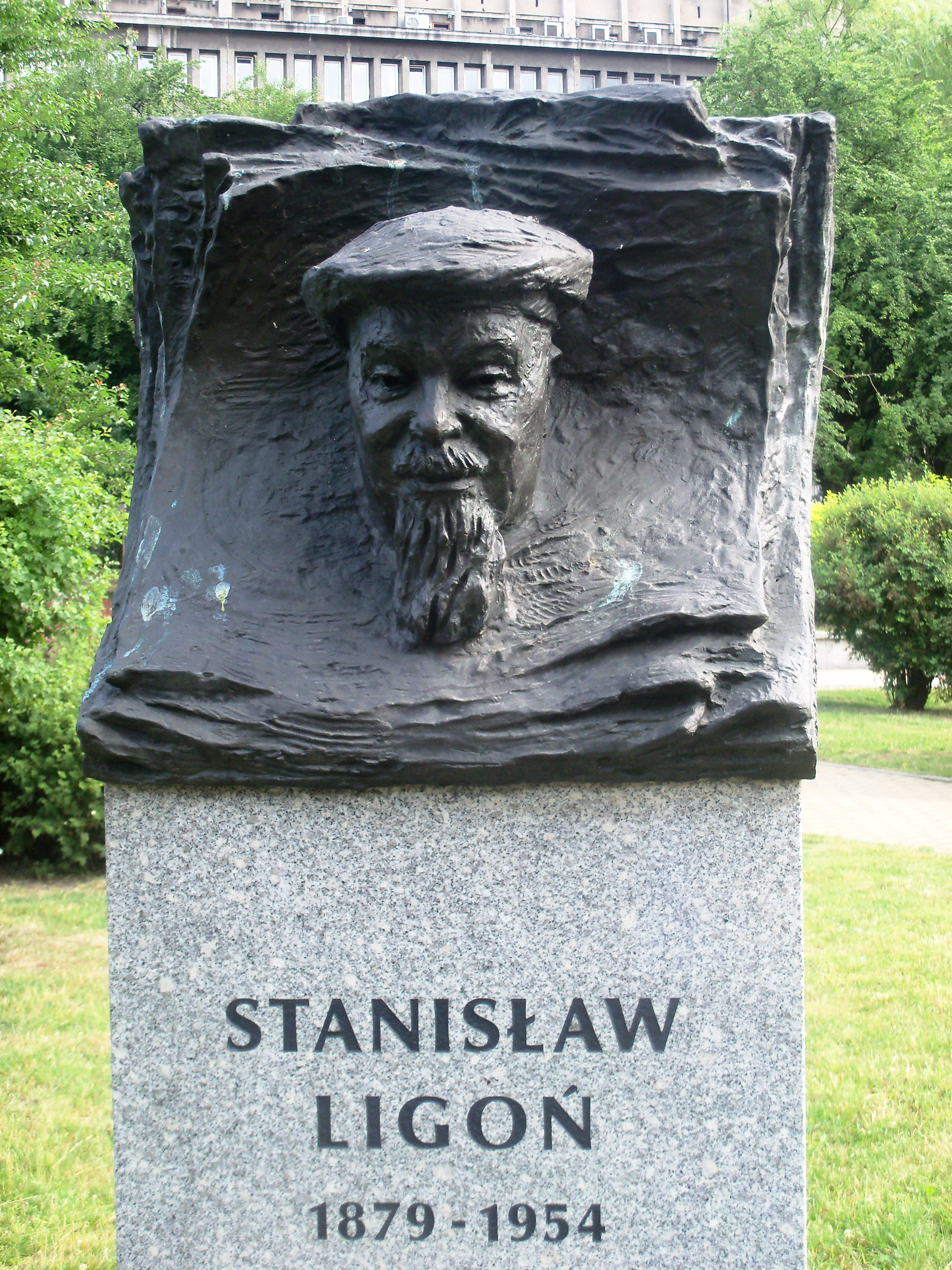
rzeźba przedstawiająca Stanisława Ligonia
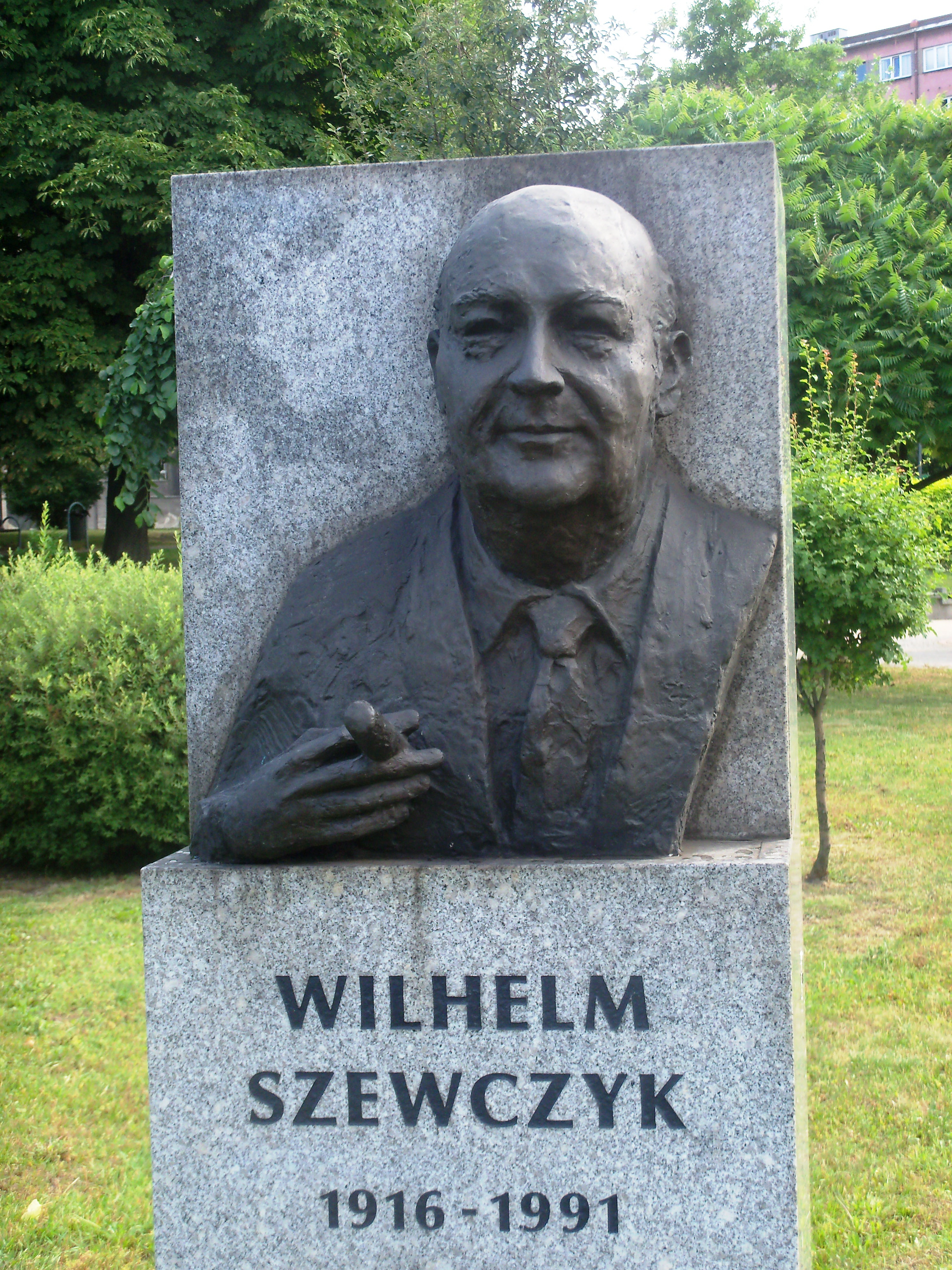
rzeźba przedstawiająca Wilhelma Szewczyka
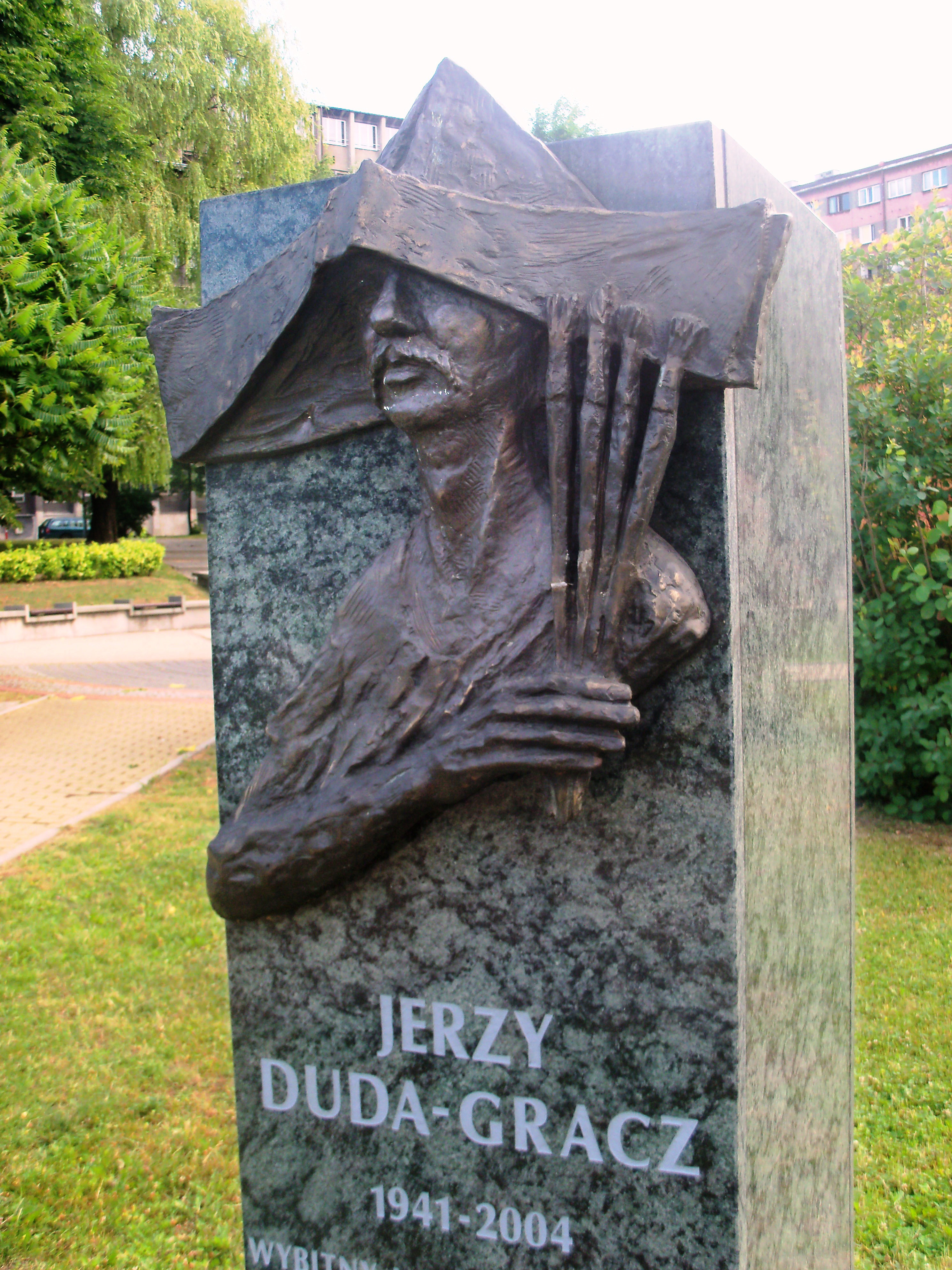
rzeźba przedstawiająca Jerzego Dudę-Gracza
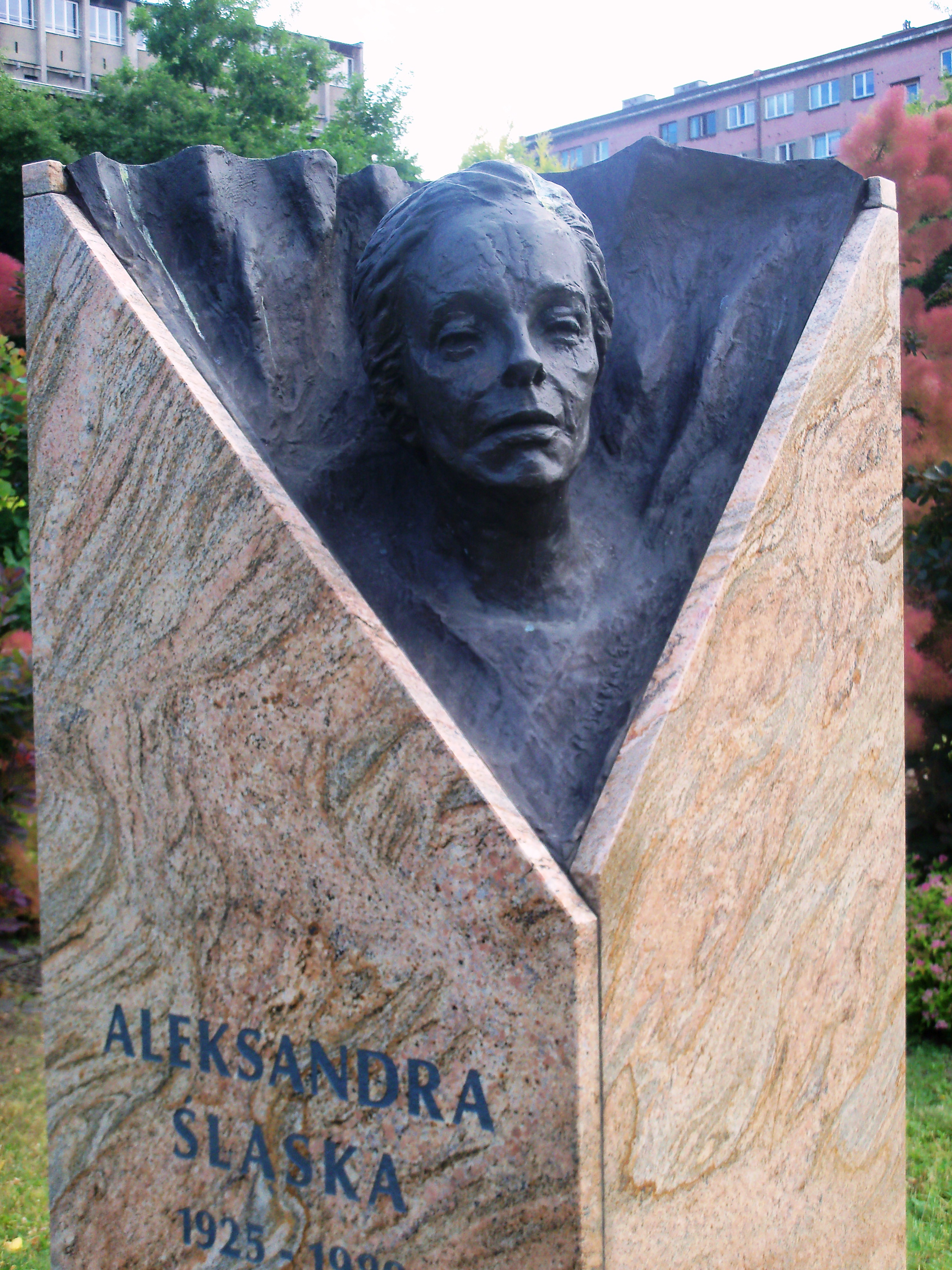
rzeźba przedstawiająca Aleksandrę Śląską
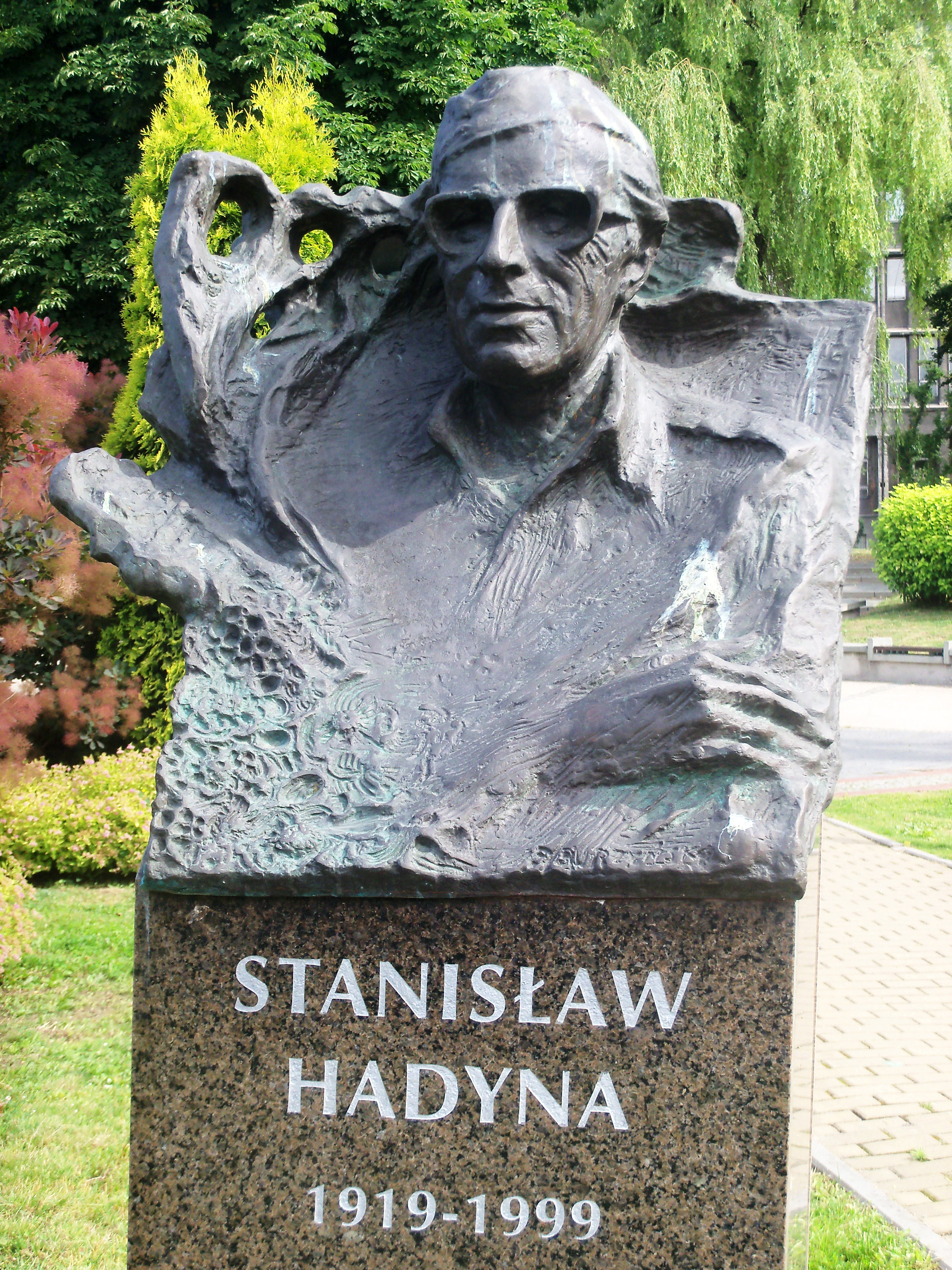
rzeźba przedstawiająca Stanisława Hadynę
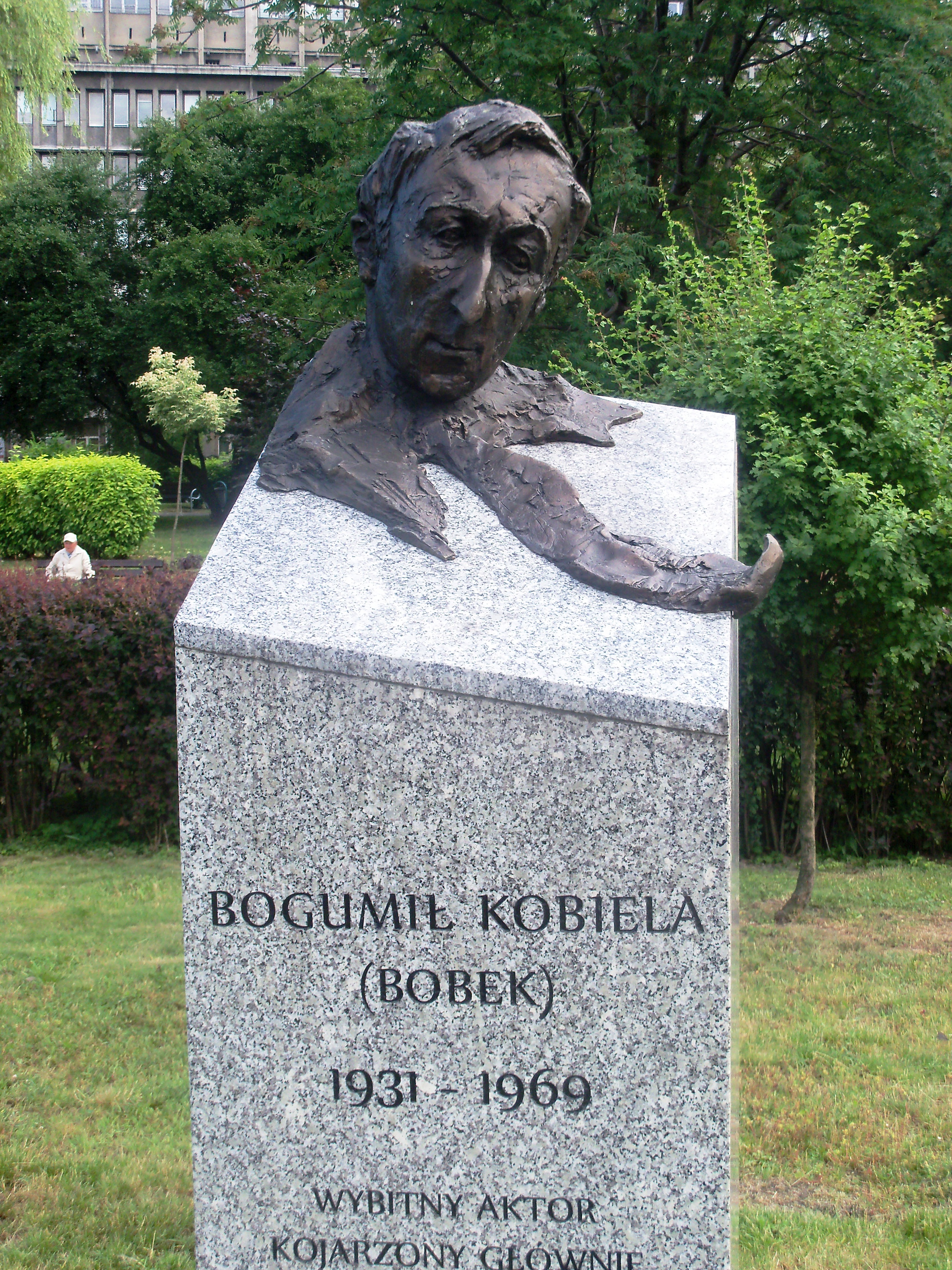
rzeźba przedstawiająca Bogumiła Kobielę
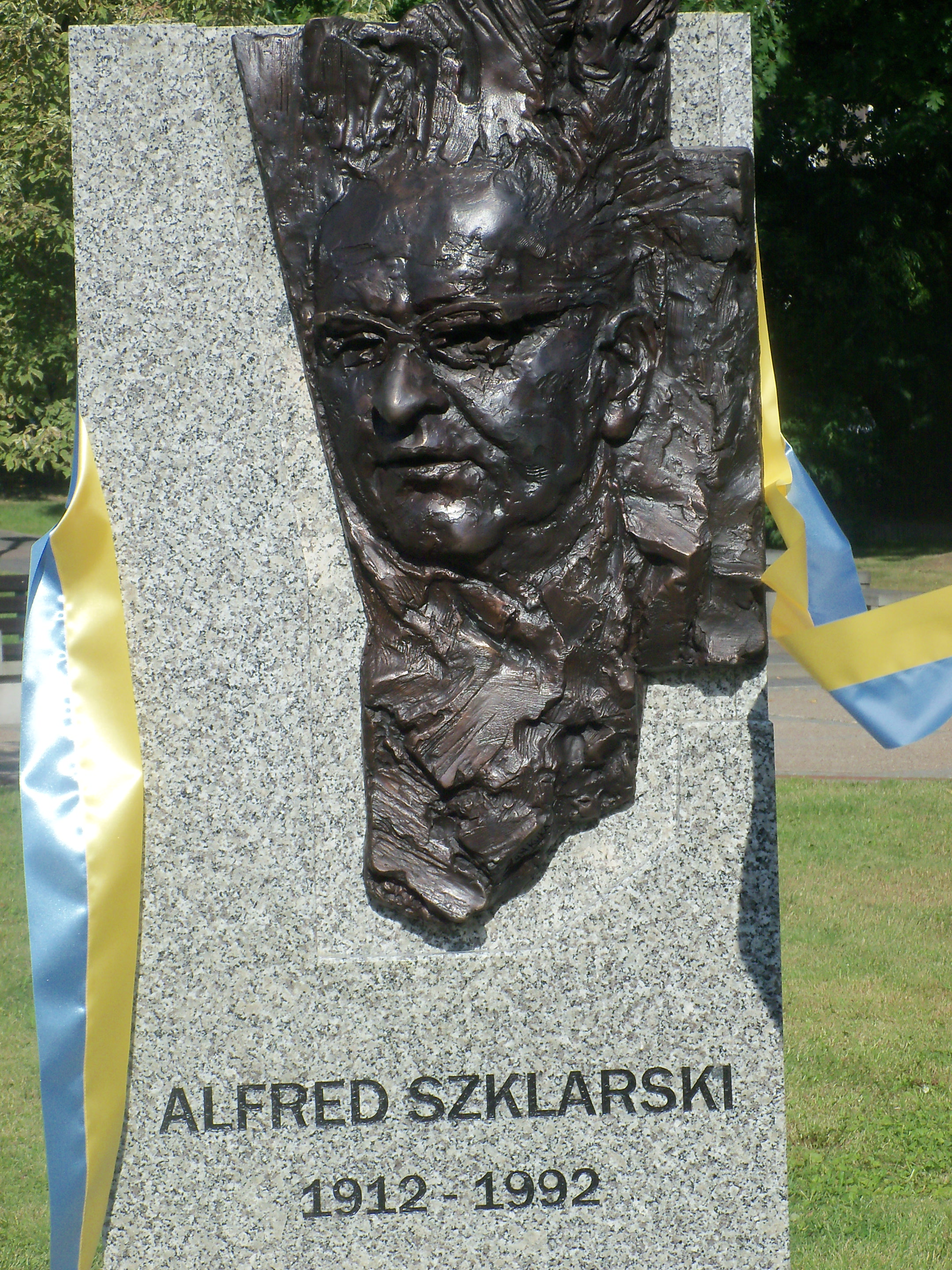
rzeźba przedstawiająca Alfreda Szklarskiego
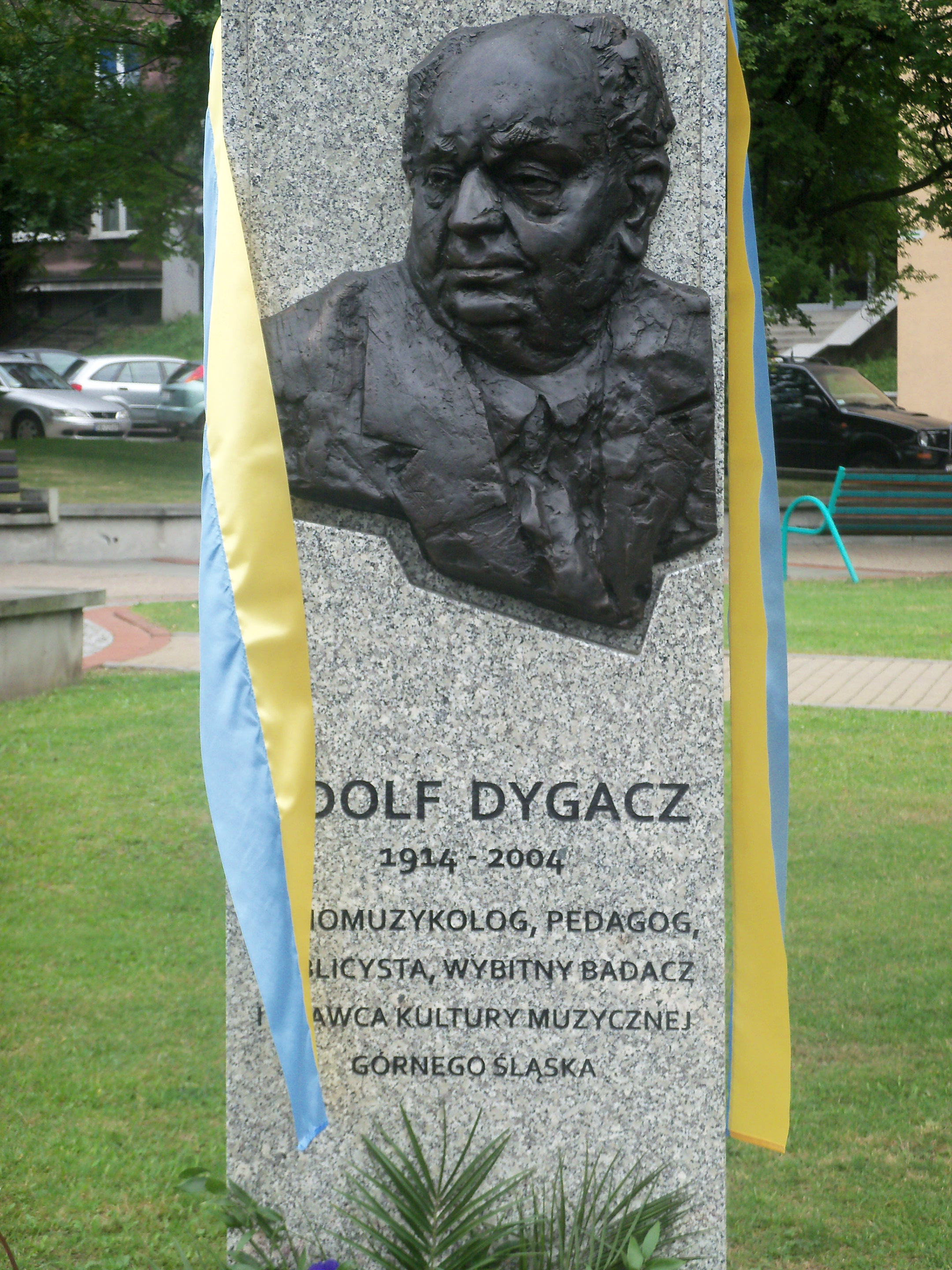
rzeźba przedstawiająca Adolfa Dygacza
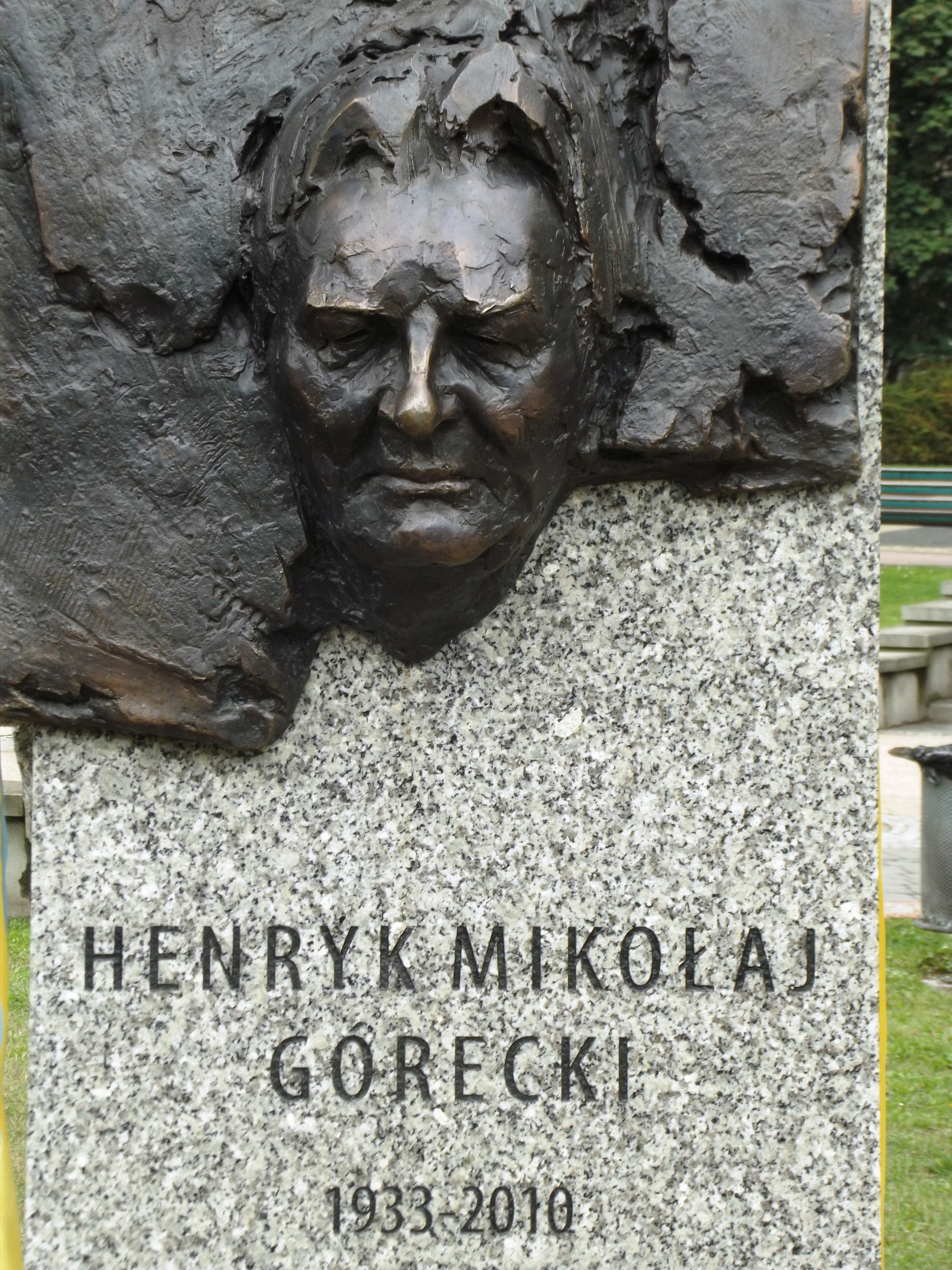
rzeźba przedstawiająca Henryka M. Góreckiego
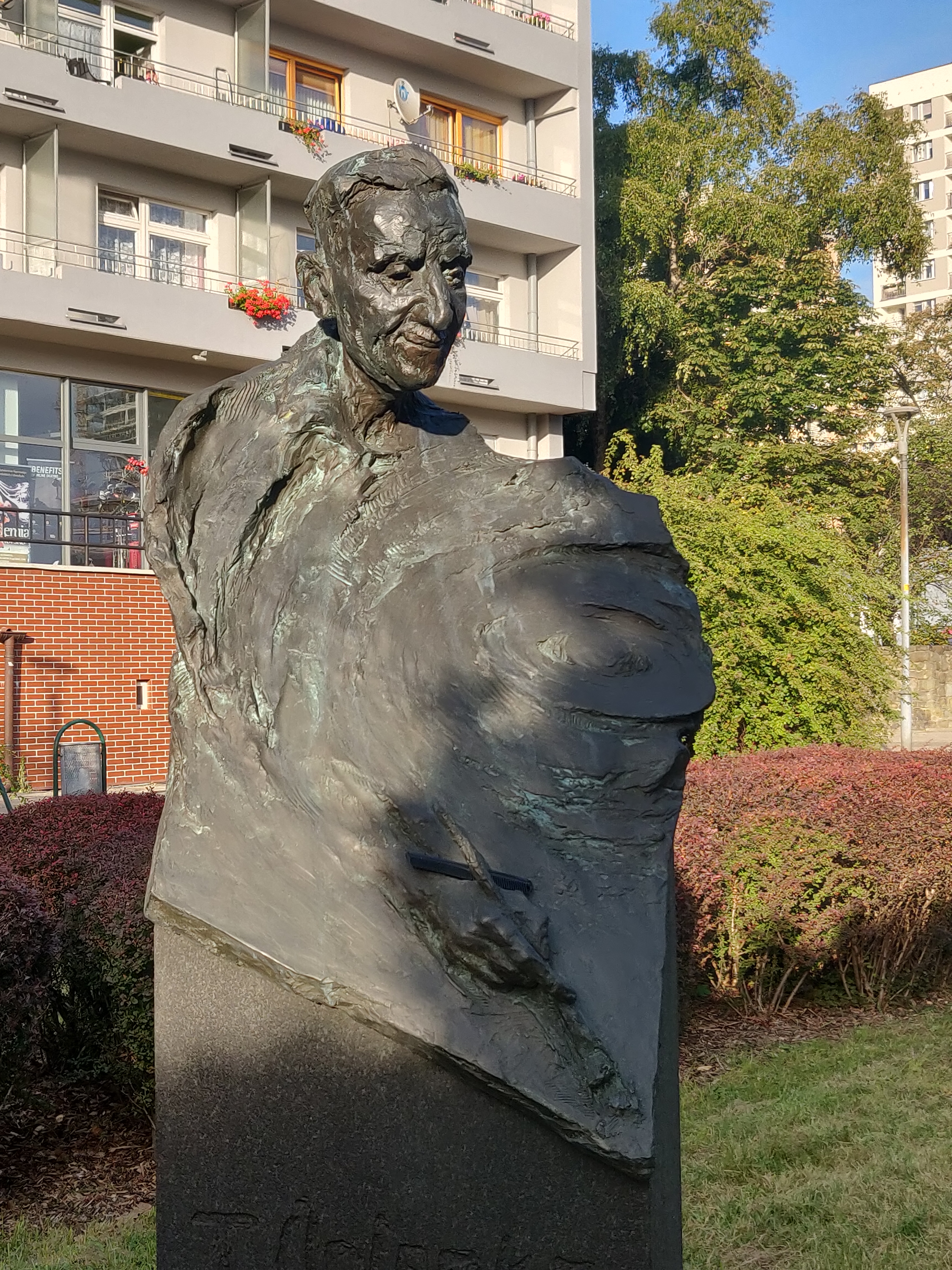
Rzeźba przedstawiająca Teofila Ociepkę
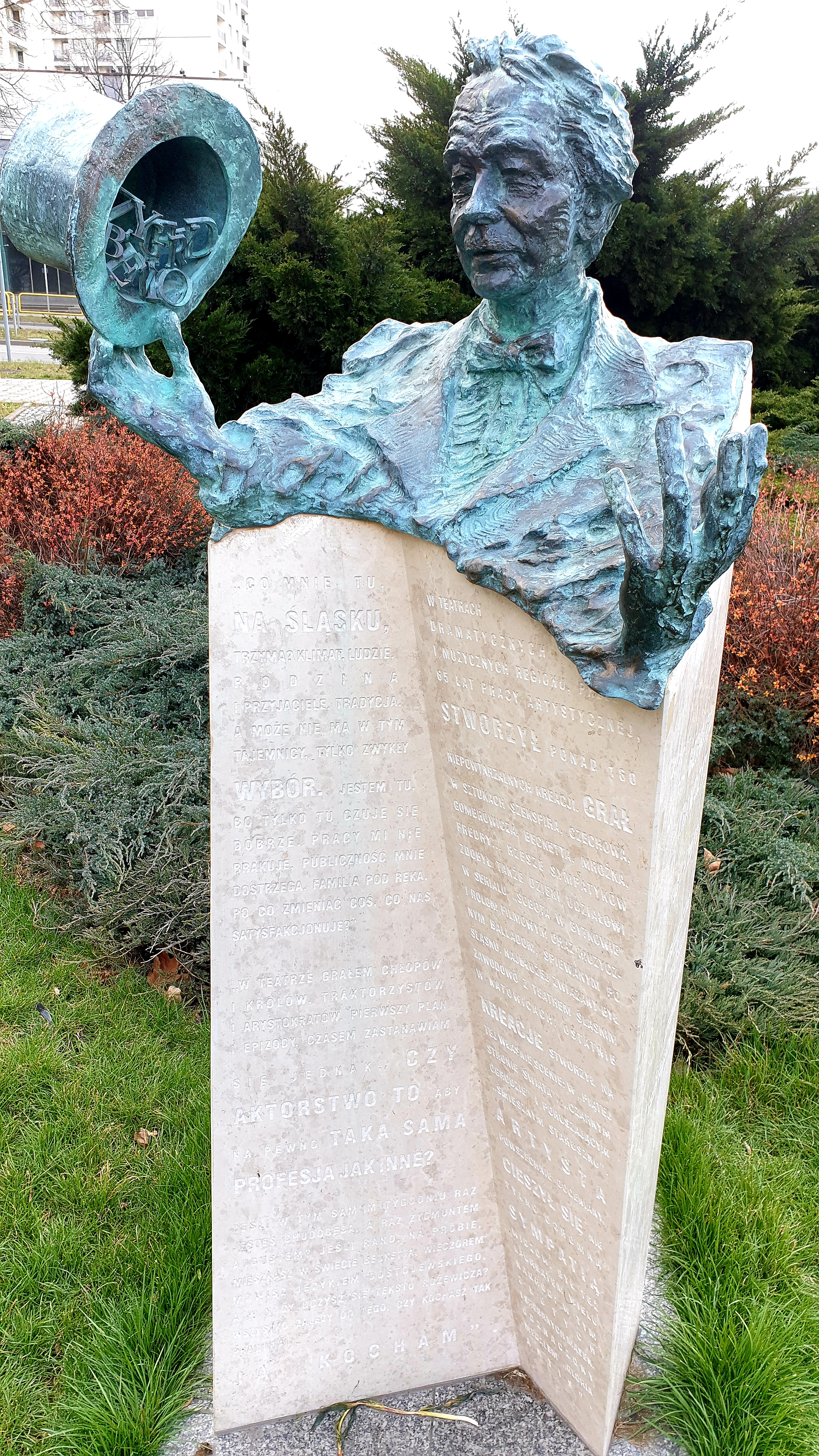
Rzeźba przedstawiająca Bernarda Krawczyka
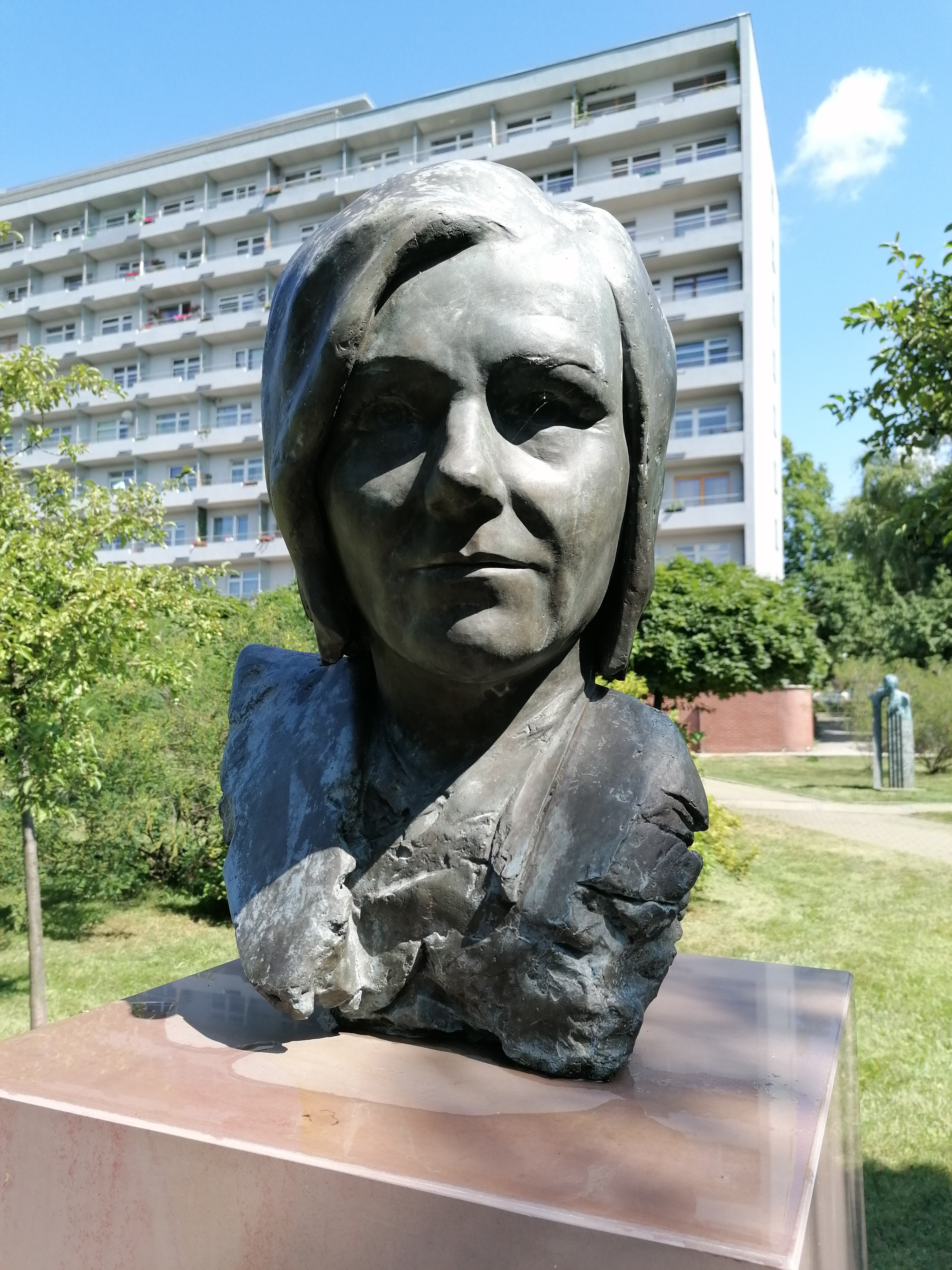
Rzeźba przedstawiająca Krystynę Bochenek